# Grozdana
Grozdana je žensko osebno ime.

## Izvor imena
Ime Grozdana izhaja iz hrvaškega ali srbskega jezikovnega podrošja in je tvorjenka na -ana iz besed grozd ali iz imena Grozda. Ime Grozdana pa je možno razlagati tudi kot žensko obliko imena Grozdan. Pomensko sorodno imenu Grozdan(a) je ime Polikarp.

## Različice imena
Grozda, Grozdanka, Grozdena

## Pogostost imena
Po podatkih Statističnega urada Republike Slovenije je bilo na dan 31. decembra 2007 v Sloveniji število ženskih oseb z imenom Grozdana: 97.

## Osebni praznik
V koledarju je ime Grozdana zapisano skupaj z imenom Polikarp; god praznuje  23. februara (Polikarp, škof,mučenec, † 23. feb. 155).